# Columbus (Géorgie)
Pour les articles homonymes, voir Columbus.
Columbus est une ville de Géorgie, dans le comté de Muscogee, aux États-Unis. La ville s'étend sur toute la superficie du comté, les deux administrations ayant fusionné. Sa population s’élevait à 189 885 habitants lors du recensement de 2010, estimée à 194 058 habitants en 2017.
Elle est connue pour abriter Fort Benning, un important centre de formation de l'US Army.

## Histoire
En 2000, le recensement établissait la population de Columbus à 187 291 habitants. La ville est le siège du comté de Muscogee.
La ville a été créée en 1828. Columbus était située à la fin de la partie navigable de la rivière Chattahoochee et sur la dernière portion de la route fédérale avant d’entrer en Alabama. 
La ville tient son nom de Christophe Colomb et ses fondateurs ont été largement influencés par les écrits de Washington Irving. Le plan de la ville fut dessiné par le docteur Edwin L. DeGraffenried, qui la plaça sur une petite colline surmontant la rivière. 
De l’autre côté de la Chattahoochee se trouve Phenix City, Alabama, située sur un fuseau horaire différent.
La rivière servit comme le lien qui reliait Columbus au monde, particulièrement les plantations de la région aux marches internationaux de coton de la Nouvelle Orléans et jusqu’à Liverpool en Angleterre. 
L’importance commerciale de la ville s’accrut dans les années 1850 avec l’arrivée du chemin de fer. De plus, plusieurs usines de textile se développèrent le long de la rivière, apportant une activité industrielle dans une région dépendante de l’agriculture.  
En 1860, la ville était l’un des plus importants centres industriels du sud, lui valant le surnom de Lowell du Sud, en référence à la ville industrielle du Massachusetts. 
Quand la guerre de Sécession fut déclarée en 1861, les industries de Columbus augmentèrent leur production et Columbus devint l’un des plus importants centres industriels de la Confédération. En plus du textile, la ville avait une usine sidérurgique ainsi qu’un chantier naval pour la marine de la Confédération. 
La ville vit son unique bataille un dimanche de Pâques, le 16 avril 1865, quand un détachement de l’armée de l’Union, sous le commandement du général James H. Wilson, attaqua la ville et brûla une bonne partie de ses installations industrielles. L’inventeur du Coca Cola, John Pemberton fut d’ailleurs blessé dans cette bataille. Le propriétaire du dernier vaisseau négrier, Charles Augustus Lafayette Lamar, fut également tué au cours de cette bataille. 
Ironiquement, la bataille se produisit après que le général de la Confédération, Robert Lee, ait capitulé à la Appomattox Court House, marquant la fin de la guerre de Sécession. Un repère historique fut érigé à Columbus signalant le combat comme « La dernière bataille dans la guerre entre les États ». La reconstruction commença rapidement après l’arrêt des hostilités et la prospérité s’ensuivit. L’industrialisation de la ville permit un développement rapide ; la ville dépassa son périmètre original. 
Columbus possède aujourd'hui une université : la Columbus State University (appelée communément par ses élèves « CSU ») de 7 000 étudiants, fondée en 1958. La ville est le siège de plusieurs entreprises nationales telles que Aflac, TSYS, Synovus et les Carmike Cinemas.
Dans les années 1990, la ville déclencha d’importants projets, tels que la construction de plusieurs infrastructures : un stade de Softball qui accueillit les compétitions de cette discipline durant les jeux olympiques de 1996, une promenade le long de la Chattahoochee,  le musée naval de la guerre de Sécession a Port Columbus, le Coca Cola challenger Space Science Center ainsi qu’un aménagement des routes composé d’un nouveau pont au-dessus de la Chattahoochee reliant Columbus à Phenix City. 
À la fin des années 1990 et au début des années 2000, l’activité commerciale se développa au nord du centre-ville, le long de la I-185. Dans les années suivantes, le développement continuera à commencer par l’expansion de Fort Benning qui va accueillir plus de 15 000 nouvelles troupes.

## Démographie
| Groupe            | Columbus | Géorgie | États-Unis |
| ----------------- | -------- | ------- | ---------- |
| Blancs            | 46,3     | 59,7    | 72,4       |
| Afro-Américains   | 45,5     | 30,5    | 12,6       |
| Métis             | 3,0      | 2,1     | 2,9        |
| Asiatiques        | 2,2      | 3,3     | 4,8        |
| Autres            | 2,4      | 4,1     | 6,2        |
| Amérindiens       | 0,4      | 0,3     | 0,9        |
| Total             | 100      | 100     | 100        |
|                   |          |         |            |
| Latino-Américains | 6,4      | 8,8     | 16,7       |

| 1830  | 1840  | 1850  | 1860  | 1870  | 1880   |
| ----- | ----- | ----- | ----- | ----- | ------ |
| 1 152 | 3 114 | 5 942 | 9 621 | 7 401 | 10 123 |

| 1890   | 1900   | 1910   | 1920   | 1930   | 1940   |
| ------ | ------ | ------ | ------ | ------ | ------ |
| 17 303 | 17 614 | 20 554 | 31 125 | 43 131 | 53 280 |

| 1950   | 1960    | 1970    | 1980    | 1990    | 2000    |
| ------ | ------- | ------- | ------- | ------- | ------- |
| 79 611 | 116 779 | 155 028 | 169 441 | 178 681 | 186 291 |

| 2010    | 2020    | - | - | - | - |
| ------- | ------- | - | - | - | - |
| 189 885 | 206 922 | - | - | - | - |

## Transports
Columbus possède un aéroport (Columbus Metropolitan Airport, code AITA : CSG).

## Taux de criminalité
En 2006, Columbus avait un taux de criminalité de 7 850,6 pour 100 000 habitants. Cela dépasse de 75 % le taux national américain qui est de 4 479,3 crimes pour 100 000 habitants. À titre de comparaison, le taux de criminalité de New York est de 2 517 pour 100 000 personnes. Le taux de crimes violents était lui de 620,8 pour 100 000, comparé au taux national de 553,5.

## Culture
- Springer Opera House

## Sports
- Columbus Woodbats, baseball : Great South League: Golden Park
- Columbus Cottonmouths, hockey sur glace : Southern Professional Hockey League: Columbus Civic Center
- Columbus Lions, football en salle : American Indoor Football Association: Columbus Civic Center

## Jumelages
- Zougdidi (Géorgie)
- Kiryū (Japon)
- Bistrița (Roumanie)

## Personnalités liées à la ville
- John Pemberton créateur du coca-cola y possédait sa résidence Pemberton House.

## Source
- (en) Cet article est partiellement ou en totalité issu de l’article de Wikipédia en anglais intitulé « Columbus, Georgia » (voir la liste des auteurs).